# Техасские поля смерти
«Техасские поля смерти» (англ. Texas killing fields) — собирательное название мест на территории участка земли площадью 10 гектаров, расположенного возле одного из нефтяных месторождений в городе Лиг-Сити на расстоянии одной мили от межштатной автострады I-45. С начала 1970-х годов на этом участке земли было обнаружено более 30 тел погибших девушек и женщин, которые стали жертвами убийств, сопряжённых с изнасилованиями.

## Расследование
В ходе расследования установили, что большинство жертв были в возрасте 12–25 лет. Часть жертв имели сходные физические особенности. Серия убийств и обнаружений трупов погибших растянулась на три десятилетия, в результате чего следствие предположило, что убийства были совершены разными людьми, но так как большая часть убитых была найдена в 1970-х и середине 1980-х годов, убийства были связаны характерным образом действия, полиция Лиг-Сити и ФБР заявили: существует вероятность того, что в 1970-х на территории Хьюстона или Лиг-Сити действовал как минимум один серийный убийца.
В 1972 году в число подозреваемых попал житель Галвестона, оператор автозаправочной станции Майкл Ллойд Селф, ранее привлекавшийся к уголовной ответственности за совершение сексуальных преступлений. В мае того же года он был задержан, и ему были предъявлены обвинения в убийстве Ронды Джонсон и Шерон Шоу. В ходе многочасового допроса Селф признался в совершении убийств. Он был этапирован в окружную тюрьму и позже был доставлен в ходе следственного эксперимента на места убийств и места обнаружения тел погибших девушек, где был сфотографирован. В последующие месяцы Майкл Селф отказался от своих признаний, заявив, что во время допроса был подвергнут пытке удушением с помощью полиэтиленового пакета, прижиганием с помощью сигаретных окурков и радиатора, а также был избит сотрудниками правоохранительных органов под руководством начальника полицейского участка Дона Морриса. Тем не менее 18 сентября 1974 года Селф был признан виновным в убийстве Шерон Шоу и получил в качестве наказания пожизненное лишение свободы, несмотря на то, что его признания изобиловали несоответствиями в описании деталей одежды убитых, датах и времени совершения убийств, географических данных, где были похищены и найдены тела жертв, способов убийств и других различных деталей.
Через три года, в 1976 году, Дон Моррис и его заместитель Томми Дил были арестованы и осуждены по обвинению в совершении различных преступлений, в том числе по обвинению в применении пыток и других неправомерных действий по отношению к задержанным, после чего Моррис был приговорен к 55 годам тюремного заключения, а Дил — к 30 годам лишения свободы. Майкл Селф регулярно подавал апелляции на отмену приговора и назначение нового судебного разбирательства, но ему не удалось доказать факт принудительной дачи заведомо ложных показаний, вследствие чего его апелляции были отклонены.
Майкл Селф умер 21 декабря 2000 года, находясь в заключении. Лишь после его смерти ряд полицейских чиновников, включая бывшего окружного прокурора округа Харрис, признали высокую вероятность того, что Майкл Селф был ошибочно осуждён
В ходе расследования, проведённого полицией Лиг-Сити и ФБР в 1970-х, подозреваемым стал ещё один местный житель Эдвард Гарольд Белл, который на протяжении 1970-х был известен как эксгибиционист. Как минимум 12 раз он подвергался аресту по обвинению в демонстрации своих половых органов несовершеннолетним девушкам, но каждый раз избегал уголовной ответственности. Белл проживал на берегу пляжа в городе Галвестон и владел магазином по продаже товаров для сёрфинга. Он был знаком с двумя жертвами из списка — Дебби Аккерман и Марией Джонсон, которые часто посещали магазин Белла. В середине 1970-х Эдвард Белл приобрёл участок земли в городе Диккенсон и проживал неподалёку от места, где в последний раз видели живыми ещё двух жертв преступника — Джорджию Гир и Брукс Брейсвелл. В 1978 году Белл во время занятия мастурбацией на улице перед группой несовершеннолетних девушек совершил убийство бывшего морского пехотинца, 26-летнего Ларри Диккенса, после того как Диккенс вступил с ним в конфликт и попытался вызвать полицию. После убийства Белл с целью избежать уголовного преследования покинул территорию штата Техас и сумел впоследствии сбежать из страны. В 1994 году он был арестован на территории Панамы и возвращён в США, где последствии был признан виновным в убийстве Ларри Диккенса и получил в качестве наказания 70 лет лишения свободы. В 1998 году Белл написал несколько писем прокурору округа Харрис с признанием в совершении убийств пятерых девушек в 1971 году и совершении убийств ещё шестерых девушек в период с 1974 по 1977 годы. Он заявил, что не помнит имён большинства своих жертв, но уверен, что несёт ответственность за убийства Дебби Аккерман, Марии Джонсон, Коллет Уилсон, Кимберли Питчфорд и двух неназванных девушек, которых он похитил в городе Уэбстер в августе 1971 года, идентифицированных как Ронда Джонсон и Шэрон Шоу.
Тем не менее Беллу никогда не предъявляли обвинений в этих убийствах, так как за прошедшие десятилетия со времени убийств никаких биологических следов и других доказательств, изобличающих его в совершении преступлений, найдено не было. Он оставался главным подозреваемым вплоть до своей смерти в апреле 2019 года.
В 1987 году в полицию города Эль-Пасо позвонил 30-летний Джон Роберт Кинг, который заявил, что 24 мая 1986 года совместно с 33-летним Джеральдом Питером Зварстом совершил нападение на автомобиль Шелли Сайкс, после чего они изнасиловали и задушили девушку. После ареста Джеральд Зварст сообщил полиции, что труп девушки находится на одном из полей, где были найдены другие тела. Обоим мужчинам было предложено в обмен на отмену уголовного наказания в виде пожизненного лишения свободы указать местонахождение тела Сайкс, но ни один из них не указал реальное местоположение её тела, благодаря чему они были осуждены по обвинению в совершении похищения при отягчающих обстоятельствах и в 1988 году получили в качестве наказания пожизненное лишение свободы. Кинга и Зварста проверяли на причастность к совершению других похищений девушек, которые были убиты в середине 1980-х, но преступники категорически отказались признать свою причастность.
В конце 1990-х в число подозреваемых попал Уильям Льюис Рис, который в мае 1997 года в городе Уэбстер совершил похищение и нападение на 19-летнюю Сандру Сэпо с последующей попыткой убийства девушки, но был арестован. В 1998 году он был признан виновным и осуждён, получив в качестве наказания 60 лет лишения свободы. В 2015 году на основании результатов ДНК-экспертизы была доказана причастность Риса к совершению убийства 19-летней Тиффани Джонстон, которая была найдена убитой в 1997 году на территории штата Оклахома. После разоблачения Уильям Рис признался в совершении убийств Джессики Кейн и Келли Кокс и указал в ходе следственного эксперимента места захоронения тел девушек, которые были обнаружены и позже идентифицированы весной 2016 года. Также Рис подозревался следствием в совершении похищения и убийства 12-летней Лауры Смитер, но Рис настаивал на своей непричастности к исчезновению девочки.
В 2013 году один из заключённых, отбывающих пожизненное лишение свободы, по имени Марк Роланд Сталлинг признался в совершении убийства Донны Прюдомм в 1991 году. На момент убийства Сталлингс проживал и работал в Лиг-Сити недалеко от мест жительства некоторых убитых девушек. Несмотря на то, что в показаниях Марка Сталлингса содержалось множество соответствий деталям преступлений, ему впоследствии никаких обвинений предъявлено не было, хотя он и был внесён в число подозреваемых в совершении четырёх убийств.

## Список жертв
| Имя                                              | Возраст | Местоположение           | Дата исчезновения | Дата обнаружения тела | Примечания |
| ------------------------------------------------ | ------- | ------------------------ | ----------------- | --------------------- | --- |
| Бренда Кей Джонс                                 | 14      | Галвестон (Техас)        | 1 июля 1971       | 2 июля 1971           | Её в последний раз видели, когда она шла в больницу Галвестона, недалеко от шоссе 45 между штатами, по пути навестить свою тётю 1 июля 1971 года в Галвестоне, штат Техас. Её тело было найдено 2 июля 1971 года, плавающим в близлежащем заливе Галвестон, недалеко от острова Пеликан, недалеко от бульвара Сиволф и недалеко от межштатной автомагистрали 45 на следующий день. У неё во рту находился носок, и она умерла от ранения в голову. |
| Колет Анис Уилсон                                | 13      | Элвин (Техас)            | 17 июня 1971      | 26 ноября 1971        | Пропала без вести 17 июня 1971 года в городе Элвин, когда направлялась домой со стороны одного из шоссе. Её тело было обнаружено через несколько месяцев на берегу водохранилища Аддик возле тела Глории Гонсалез. |
| Ронда Рене Джонсон                               | 14      | Уэбстер (Техас)          | 4 августа 1971    | 3 января 1972         | Пропала без вести 4 августа 1971 года вместе с Шэрон Шоу на одной из улиц в городе Галвестон. Её останки были найдены 3 января 1972 года недалеко от останков тела Шэрон Шоу. |
| Шэрон Линн Шоу                                   | 13      | Уэбстер (Техас)          | 4 августа 1971    | 3 января 1972         | Пропала без вести 4 августа 1971 года вместе с Рондой Джексон на одной из улиц в городе Галвестон. |
| Глория Энн Гонсалез                              | 19      | Хьюстон (Техас)          | 28 октября 1971   | 17 ноября 1971        | Пропала без вести недалеко от своей квартиры в Хьюстоне. Её скелетированные останки были обнаружены в непосредственной близости от местонахождения останков Колет Уилсон. |
| Элисон Энн Крэйвен                               | 12      | Хьюстон (Техас)          | 9 ноября 1971     | 25 февраля 1972       | Была объявлена в розыск своей матерью 9 ноября 1971 года, когда она вернулась в их квартиру в Хьюстоне (штат Техас) недалеко от межштатной автомагистрали 45, выполнив в течение часа поручения по магазинам. Три месяца спустя полиция обнаружила частичные останки Крейвен на близлежащем поле — две кисти вместе с костями предплечья и несколькими зубами. 25 февраля 1972 года остальная часть её скелета была найдена на поле в Пирленде (штат Техас), также недалеко от межштатной автомагистрали 45 и в десяти милях от того места, где её видели в последний раз. |
| Дебби Кэтрин Экерман                             | 15      | Галвестон (Техас)        | 28 октября 1971   | 17 ноября 1971        | Пропала без вести вместе с Марией Джонсон 28 октября 1971 года в городе Галвестон после посещения магазина. Её связанный и частично обнажённый труп был найден недалеко от трупа её подруги Марии Джонсон. |
| Мария Тэлбот Джонсон                             | 15      | Галвестон (Техас)        | 28 октября 1971   | 17 ноября 1971        | Пропала без вести вместе с Дебби Экерман 28 октября 1971 года в городе Галвестон после посещения магазина. |
| Кимберли Рэй Питчфорд                            | 16      | Хьюстон (Техас)          | 3 января 1973     | 5 января 1973         | Пропала без вести 3 января 1973 года из школы Dobie High School. |
| Сьюзан Бауэрс                                    | 12      | Галвестон (Техас)        | 21 мая 1977       | 25 марта 1979         | Сьюзан Бауэрс в последний раз видели идущей по трехминутному маршруту между домом её бабушки в квартале 4000 по авеню S и её собственным домом в квартале 3100 по авеню P около 10:45 утра 21 мая 1977 года в Галвестоне, штат Техас. Семиклассница шла домой за купальником, чтобы пойти на пляж. Её скелетированные останки были найдены 2 года спустя в Альта-Лома (штат Техас) 25 марта 1979 года. На её черепе, по-видимому, были огнестрельные отверстия, но следователи не смогли определить причину смерти Бауэрс. |
| Брукс Брэйсвелл                                  | 12      | Диккинсон (Техас)        | 6 сентября 1974   | 3 апреля 1981         | Пропала без вести 6 сентября 1974 года вместе с Джорджией Гир в городе Диккинсон после посещения магазина недалеко от автострады I-45. Останки Брэйсвелл и Джорджии Гир были обнаружены и идентифицированы в 1981 году. |
| Джорджия Кэролин Гир                             | 14      | Диккинсон (Техас)        | 6 сентября 1974   | 3 апреля 1981         | Пропала без вести вместе с Брукс Брэйсвелл. |
| Гарольд Дин Клауз-младший и Тина Гейл Линн Клауз | 21 и 17 | Хьюстон (Техас)          | октябрь 1980      | 12 января 1981        | Молодая супружеская пара, пропавшая без вести вместе со своей дочерью Холли Мари в Льюисвилле (штат Техас). Их сильно разложившиеся останки были найдены в заболоченной лесистой местности к северу от городской черты Хьюстона 12 января 1981 года, на севере округа Харрис (штат Техас) недалеко от Уоллисвилл-роуд. Экспертиза установила, что Дин и Тина были убиты: мужа связали и заткнули ему рот кляпом, прежде чем забить до смерти, а жену задушили. Останки Холли Мари обнаружить не удалось и считалось, что её тело утащили животные-падальщики, либо она была похищена убийцами её родителей. Супруги Клауз на протяжении 40 лет оставались неопознанными; их личности смогли установить в 2021 году, а в 2022 году их дочь Холли Мари (на тот момент уже 42-летняя) была найдена живой в Оклахоме. Она замужем и у неё есть дети и внуки. |
| Мишель Анджела Гарви                             | 15      | Нью-Лондон (Коннектикут) | июнь 1982         | 1 июля 1982           | Сбежала из дома в июне 1982 года, после чего покинула штат Коннектикут. Её тело было обнаружено 1 июля 1982 года через несколько часов после убийства, согласно результатам судебно-медицинской экспертизы, но оставалось неопознанным до 2014 года. Её тело было похоронено рядом с Дином и Тиной Клаузами (супругами, останки которых нашли в январе 1981 года). |
| Сьюзан Ли Идз                                    | 20      | Хьюстон (Техас)          | 30 августа 1983   | 31 августа 1983       | Идз была официанткой, которая ушла из дома своей семьи в округе Харрис (штат Техас) около 16:30 30 августа 1983 года на своё рабочее место. На следующий день автомобилист обнаружил её тело в нескольких милях от дома. Она была обнажена, на спине и лице у нее были синяки. Сьюзан была задушена боди, которое было на ней надето, и использовалось в качестве жгута. Её автомобиль был найден припаркованным рядом с пустырем, где она была найдена. Вскрытие показало, что она подверглась сексуальному насилию. В последний раз Идз видели в местном клубе с белым мужчиной в ковбойской шляпе. Её матери позвонил неизвестный мужчина, который утверждал, что у него есть фотографии её дочери. Он называл себя "Биллом" и сказал, что живёт в Хьюстоне (штат Техас). Профиль ДНК, извлеченный из тела Идз, был сопоставлен с профилем Артура Рэймонда Дэвиса-младшего, ветерана войны во Вьетнаме и капитана лодки. Он погиб 16 января 1984 года в результате аварии с участием одного автомобиля. |
| Сондра Кей Рэмбер                                | 14      | Санта-Фе (Техас)         | 26 октября 1983   |                       | Была похищена из своего дома 26 октября 1983 года в городе Лиг-Сити. Её местонахождение и тело впоследствии так и не было обнаружено. |
| Хайде Мари Вилльяреал-Фай                        | 25      | Лиг-Сити (Техас)         | 10 октября 1983   | 4 апреля 1984         | 25-летнюю официантку в последний раз видели в круглосуточном магазине, расположенном на пересечении Уэст-Мэйн-стрит и Хоббс в Лиг-Сити (штат Техас). 4 апреля 1984 года останки Хайде были обнаружены после того, как собака принесла её череп в соседний дом в Колдер-Филд на 3000-м квартале Колдер-роуд недалеко от Лиг-Сити (штат Техас). Судмедэксперт установил, что у неё были сломаны ребра и её избивали дубинкой; считается, что она умерла от удара тупым предметом по голове. |
| Лаура Линн Миллер                                | 16      | Лиг-Сити (Техас)         | 16 сентября 1984  | 3 февраля 1986        | Миллер в последний раз видели в круглосуточном магазине, расположенном на углу Уэст-Мэйн-стрит и Хоббс в Лиг-Сити, (Техас), где она звонила своему парню из телефона-автомата. Её останки были найдены 4 апреля 1986 года в 20 метрах от места, где было ранее обнаружено тело Хайде Вилльяреал-Фай. |
| Эллен Рей Симпсон Бисон                          | 29      | Лиг-Сити (Техас)         | 29 июля 1984      | июль 1984             | Бисон в последний раз видели с друзьями 29 июля 1985 года в клубе Texas Moon Club в Лиг-Сити, Техас, где она познакомилась с местным строителем Клайдом Хедриком. Позже тем же вечером она рассказала своим друзьям, что они с Хедриком планировали пойти поплавать. Ее разложившиеся останки были обнаружены под диваном в лесистой местности рядом с Олд-Козуэй-роуд в округе Галвестон. Судмедэксперт в то время не смог определить причину смерти, но после эксгумации её останков в 2012 году было постановлено, что у неё было несколько тяжелых переломов черепа. |
| Одри Ли Кук                                      | 30      | Галвестон (Техас)        | декабрь 1985      | 2 февраля 1986        | Её останки были найдены рядом с останками Лауры Миллер в сильно разложившемся виде, благодаря чему на протяжении последующих 33 лет её личность не удавалось установить, и Кук проходила в следственных материалах как «Джейн Доу». Лишь в апреле 2019 года Одри Кук была идентифицирована на основании результатов ДНК-экспертизы |
| Шелли Кэйтлин Сайкс                              | 19      | Техас-Сити (Техас)       | 24 мая 1986       |                       | Автомобиль Шелли Сайкс с пятнами крови внутри салона и следами борьбы был найден брошенным на обочине дороги на следующий день после её исчезновения недалеко от автомагистрали I-45. В 1987 году в совершении убийства Шелли Сайкс признались двое мужчин — 30-летний Джон Роберт Кинг и 33-летний Джеральд Питер Зварст, которые заявили, что бросили её труп на одном из полей, где были найдены другие тела. В 1990 году обоим мужчинам было предложено в обмен на отмену уголовного наказания в виде пожизненного лишения свободы указать местонахождение тела Сайкс, в ходе показаний Зварста на одном из полей была впоследствии найдена блузка, которая была идентифицирована родственниками Шелли Сайкс как принадлежащая ей, но местоположение её тела так и не было обнаружено. |
| Сьюзан Рене Ричерсон                             | 22      | Галвестон (Техас)        | 7 октября 1988    |                       | Была похищена рано утром 7 октября 1988 года на парковке отеля, где она работала. В ходе расследования полицией были найдены свидетели, слышавшие её крик, и одна из её туфель. Несмотря на большую вероятность того факта, что Ричерсон была убита, в последующие годы местонахождение её тела обнаружено не было. |
| Донна Мари Прюдомм                               | 34      | Нассау-Бэй (Техас)       | июль 1991         | 8 сентября 1991       | Её личность не могли установить около 28 лет. Прюдомм была идентифицирована в апреле 2019 года на основании результатов ДНК-экспертизы |
| Линетт Биббс                                     | 14      | Хьюстон (Техас)          | 1 февраля 1996    | 3 февраля 1996        | Пропала без вести вместе с подругой Тамарой Фишер. Их тела были обнаружены в непосредственной близости на одном из полей два дня спустя. Они обе были застрелены, но полиция считает, что это сделали разные люди. |
| Тамара Фишер                                     | 15      | Хьюстон (Техас)          | 1 февраля 1996    | 3 февраля 1996        | Пропала без вести вместе с Линетт Биббс. Их тела были обнаружены в непосредственной близости на одном из полей два дня спустя. Они обе были застрелены, но полиция считает, что это сделали разные люди. |
| Кристал Джин Бейкер                              | 13      | Техас-Сити (Техас)       | 5 марта 1996      | 5 марта 1996          | Бейкер в последний раз видели возле межштатной автомагистрали 45 5 марта 1996 года в Техас-Сити, когда она выходила из дома своей бабушки в круглосуточный магазин, чтобы воспользоваться телефоном. В последний раз девочку видели, как она звонила по телефону в местном круглосуточном магазине, чтобы спросить свою подругу, может ли она остаться у неё. Два часа спустя было найдено её тело. Кристал Бейкер была изнасилована, задушена и сброшена с моста через межштатную автомагистраль 10 через реку Тринити. Её убийца, Кевин Эдисон Смит был приговорён к пожизненному заключению в 2012 году спустя 16 лет после её убийства. |
| Лаура Смитер                                     | 12      | Френдствуд (Техас)       | 3 апреля 1997     | 20 апреля 1997        | Смитер в последний раз видели во Френдствуде (штат Техас), бегущей трусцой по своей родной улице 3 апреля 1997 года, после того как она сказала матери, что собирается на 20-минутную пробежку. Семнадцать дней спустя, 20 апреля 1997 года, её тело было найдено в водоёме в Пасадене (штат Техас). В 1998 году родители Смитер основали Центр восстановления Лауры, некоммерческую организацию, которая помогает в поиске и возвращении жертв похищений. В июне 2022 года за убийства Лауры Смитер, Келли Кокс и Джессики Кейн был осуждён Уильям Льюис Риз. |
| Келли Энн Кокс                                   | 20      | Дентон (Техас)           | 15 июля 1997      | апрель 2016           | Кокс в последний раз видели 15 июля 1997 года на заправке Connoco и в круглосуточном магазине в Дентоне, (штат Техас), после того, как она заперлась в своей машине и позвонила своему парню за помощью с уличного телефона-автомата станции. В 2016 году были найдены её останки. В июне 2022 года за убийства Келли Кокс, Лауры Смитер и Джессики Кейн был осуждён Уильям Льюис Риз. |
| Джессика Ли Кейн                                 | 17      | Ла Марк (Техас)          | 17 августа 1997   | 18 марта 2016         | Кейн в последний раз видели в ресторане Bennigan's возле торгового центра Baybrook в Клир-Лейк, штат Техас, обедавшей с друзьями около 1:30 ночи. Она была объявлена пропавшей без вести 17 августа 1997 года, когда её отец нашел её грузовик, брошенный на шоссе 45. Её останки были обнаружены в 2016 году. В июне 2022 года за убийства Джессики Кейн, Келли Кокс и Лауры Смитер был осуждён Уильям Льюис Риз. |
| Тот Тран Гарриман                                | 57      | Лиг-Сити (Техас)         | 12 июля 2001      |                       | Гарриман навещала родственников в Техасе и наметила маршрут между Лиг-Сити и Корпус-Кристи (штат Техас) и планировала ехать по шоссе 35. Она уехала примерно в 5:00 утра 12 июля 2001 года из резиденции своего сына недалеко от Лиг-Сити. В последний раз её видели за рулем её Lincoln Continental 1995 года выпуска по шоссе 35. Ни Гарриман, ни её машина так и не были найдены. |
| Сара Энн Льюис Трасти                            | 23      | Алгоа (Техас)            | 12 июля 2002      | 27 июля 2002          | Девушку в последний раз видели вечером в Алгоа (штат Техас) около 11 часов вечера 12 июля 2002 года, когда она ехала на велосипеде возле церкви. Велосипед был найден в фойе баптистской церкви Алгоа на следующий день. Ее тело было обнаружено 28 июля 2002 года на дамбе в Техас-Сити рыбаками в близлежащем водохранилище. |
| Тереза Линн Ванегас                              | 16      | Диккинсон (Техас)        | 31 октября 2006   | 3 ноября 2006         | Ванегас в последний видели в Диккинсоне (штат Техас), когда она прогуливалась возле подразделения Грин-Кей 31 октября 2006 года. Три дня спустя её тело было найдено в поле напротив средней школы Диккинсона. Она была изнасилована, задушена и у неё были отрезаны волосы. |

## В массовой культуре
Смертельные события стали объектом исследований для ряда авторов. В течение последующих лет были выпущены несколько книг о расследовании преступлений. Помимо документальных фильмов, посвящённых этим событиям, в 2011 году был снят художественный фильм «Поля».